# Rue du Texel
De Rue du Texel is een straat in het 14e arrondissement van de Franse hoofdstad Parijs.
De straat is vernoemd naar het Noord-Hollandse eiland Texel. Het eiland is voor de Fransen om twee reden memorabel; De Slag bij Texel uit 1694, waarbij een Frans eskader onder leiding van Jan Bart een aantal nederlandse graanschepen wist buit te maken, en de slag bij Den Helder uit 1795 alwaar een Frans cavaleriekorps onder Pichegru in 1795 de Nederlandse vloot verslagen heeft.
De straat loopt van de Place de Catalogne naar de Rue Raymond-Losserand.
De straat behoorde voor de annexatie door Parijs in 1865 bij de gemeente Vaugirard; hier stond straat bekend als de Rue du Moulin de Beurre ("botermolenstraat"), en een ander deel als Rue Saint-Médard. Deze namen werden na de annexatie eerst overgenomen, maar in 1877 kreeg de straat zijn huidige naam.
Heden ten dage zit hier het hoofdkwartier van de organisatie die de HADOPI-wet wordt geacht te handhaven, de wet ter bescherming van auteursrechten op het internet.